# Oyelita
L'oyelita és un mineral de la classe dels silicats. Rep el nom en honor del Dr. Jiro Oye (1900-1968), professor de mineralogia a la Universitat d'Okayama. Prèviament, en ser descrit, va ser anomenat com tobermorita-10Å.

## Característiques
L'oyelita és un silicat de fórmula química Ca10Si₈B₂O29·12,5H₂O. Cristal·litza en el sistema ortoròmbic. La seva duresa a l'escala de Mohs és 5. És una espècie relacionada amb la tobermorita.
Segons la classificació de Nickel-Strunz, l'oyelita pertany a «09.HA - Silicats sense classificar, amb alcalins i elements terra-alcalins» juntament amb els següents minerals: ertixiïta, kenyaïta, wawayandaïta, magbasita, afanasyevaïta, igumnovita, rudenkoïta, foshallasita, nagelschmidtita, caryocroïta, juanita, tacharanita, denisovita i tiettaïta.

## Formació i jaciments
Va ser descoberta a la mina Fuka, a la localitat homònima de la ciutat de Takahashi, a la prefectura d'Okayama (Regió de Chugoku, Japó). També ha estat descrita a la formació Hatrurim (Israel), a les mines N'Chwaning (Sud-àfrica) i a les pedreres Crestmore (Califòrnia, Estats Units).